# 히로세 스즈
히로세 스즈(일본어: 広瀬 すず ひろせ すず[*], 1998년 6월 19일~)는 일본의 배우, 패션 모델이다. 시즈오카현 시즈오카시 시미즈구 출신이다. 포스터 플러스 소속이다. 신장은 159cm, 혈액형은 AB형이다.
언니는 패션 모델·배우의 히로세 아리스이다.

## 약력
언니의 히로세 아리스가 전속 모델을 맡고 있던 잡지인 〈Seventeen〉의 이벤트에 어머니와 방문했을 때, 아리스가 소속되어 있던 현 소속사 사장으로부터 권유를 받은 것을 계기로 연예계에 발을 들이게 되었다.
2012년 8월 〈Seventeen〉의 전속 모델을 뽑는 오디션 〈미스 세븐틴 2012〉에서 그랑프리를 수상, 잡지 전속 모델로 연예계 데뷔. 자매가 전속 모델을 맡게 되었다. 같은 해 NTV의 《천재! 시무라 동물원》에 언니 아리스와 첫 공동 출연하여, TV 첫 출연했다. 12월에는 베넷세 코포레이션 〈진연 세미나 고교 강좌〉의 CM에 기용되어 CM 첫 출연했다.
2013년 간사이 TV 10월기 드라마 《희미한 그녀》로 여배우 데뷔. 같은 해 9월 영화 《사죄의 왕》으로 스크린 데뷔했다. 11월에는 야마시타 타츠로의 〈크리스마스 이브 (クリスマス・イブ) (30th Anniversary Edition)〉 단편 영화에서 첫 주연을 맡았다.
2014년 4월 오오츠카 식품 〈MATCH〉의 CM에 언니의 아리스와 자매가 처음으로 CM 공동 출연. 같은 해 11월 1일 발매의 〈Seventeen〉 12월호에서 첫 표지를 단독으로 장식했다. 또한 동년부터 이듬해에 걸쳐 개최된 제93회 일본 내의 전국 고등학교 축구 선수권 대회에서 응원 매니저를 맡았다.
2015년, NTV 1월기 드라마 《학교의 계단》에서 연속 드라마 첫 주연. 같은 해 1월 31일 발매의 〈Seventeen〉 3월호에서는 언니의 아리스와 잡지 사상 최초로 자매 커버를 장식했다. 같은 해 5월 출연한 영화 《바닷마을 다이어리》가 제68회 칸 영화제의 경쟁 부문에 공식 출품되어, 공식 상영회에 참석했다. 7월 극장판 애니메이션 《괴물의 아이》로 처음 성우를 맡았다. 또한 「바닷마을 다이어리」에서의 연기가 높히 평가받아 제39회 일본 아카데미상 신인 배우상 등 수 많은 영화상 신인상을 휩쓸었다. 그 외에도 비디오 리서치의 2015년 탤런트 외 텔레비전 CM 광고주수 랭킹에서 1위를 획득했다.
2016년 3월에는 《치하야후루 상·하편》으로 영화 단독 첫 주연. 또한 그 해 엘란도르상 신인상을 수상했다.
2017년 3월 고등학교 졸업 후, 대학에는 진학하지 않고, 여배우 일에 전념하는 것을 발표했다. 같은 해 8월, 애니메이션 영화 《쏘아올린 불꽃, 밑에서 볼까? 옆에서 볼까?》에서 첫 주연이자 성우를 맡아 극 중에서 커버한 마츠다 세이코의 악곡 유리색의 지구(瑠璃色の地球)〉으로 CD 데뷔했다. 9월에는 영화 《세 번째 살인》이 제74회 베니스영화제 경쟁 부문에 공식 출품되어, 공식 상영회에 참석했다.
2018년, NTV 1월기 드라마 《anone》에서 3년 만에 연속 드라마의 주연을 맡았다. 같은 해 8월 파시피코 요코하마에서 개최된 독자 이벤트 〈Seventeen 여름 학교 축제 2018〉에서 졸업식을 실시해, 10월 1일 발매의 11월호를 마지막으로 〈Seventeen〉 전속 모델을 졸업했다. 같은 해 12월 NHK의 제69회 NHK 홍백가합전에 홍조 사회를 맡았다.
2019년 전기 방송의 NHK 연속 TV 소설 100번째가 되는 《여름 하늘》에서 주인공을 맡았다. 같은 해 10월부터 개최된 《Q : A Night At The Kabuki》에서 첫 무대에 도전. 이 작품으로 제54회 키노 쿠니야 연극상 개인상을 수상했다. 같은 해 12월, 미용 잡지 VoCE가 표창하는 〈2019년 가장 아름다운 얼굴〉에 선정되었다. 또한 같은 달에는 goo에서 발표년 2019년 검색 순위 연예인부문에서 1위를 차지했다.
2020년 1월에는 루이비통의 일본 대사에 발탁되었다. 2020년 10월 6일 신종 코로나 바이러스에 감염 된것이 공표되었으나, 이후 17일에 업무에 복귀했다. 같은 해 12월, 니혼 모니터 2020년 탤런트 CM 기용사수 랭킹과 M·데이터 2020년 텔레비전 CM 탤런트 회사수 랭킹에서 1위를 차지했다.
2021년 3월, 《오케하자마 ~오다 노부나가 패왕의 탄생~》에서 시대극 첫 출연했다.

## 인물
- 특기는 초등학교 시절에 배우기 시작한 농구.[35]

- 좋아하는 음식은 부추와 고구마.[35] 일과는 그 날의 사건을 노트에 쓰기.[36] 초등학생 때부터 계속하고 있으며, 기분이 재설정되고 스트레스 발산된다고 한다.[36]

- 동경의 여배우는 많이 있지만, 그 중에서도 이런 사람이 될 수 있으면 몹시 기쁘다고 생각한 여배우는 마쓰 다카코이다.[37]

- 주연을 맡은 드라마 《anone》의 촬영 현장에서 함께 출연한 고양이에 〈아노〉라는 이름을 붙이고, 공연 후에도 함께 살고 있다.[38]

## 출연 작품
역할의 굵은 글씨는 주연 작품

### 영화
| 개봉일자                 | 제목                                                      | 역할                                | 배급사                            | 비고                                                      |
| ------------------------ | --------------------------------------------------------- | ----------------------------------- | --------------------------------- | --------------------------------------------------------- |
| 2013년 9월 28일          | 사죄의 왕                                                 | 츠구미                              | 도호                              |                                                           |
| 2014년 3월 16일          | 방과 후 친구 〈로리타니〉                                 | 노리코                              | 빈칸                              |                                                           |
| 2014년 4월 12일          | 크로우즈 EXPLODE                                          | 우치다 미에                         | 도호                              |                                                           |
| 2015년 6월 13일          | 바닷마을 다이어리                                         | 아사노 스즈                         | 도호/가가                         |                                                           |
| 2016년 3월 19일·4월 29일 | 치하야후루 상·하편                                        | 아야세 치하야                       | 도호                              | [ 10 ]                                                    |
| 2016년 9월 10일          | 4월은 너의 거짓말                                         | 미야조노 카오리                     | 도호                              |                                                           |
| 2016년 9월 17일          | 분노                                                      | 코미야마 이즈미                     | 도호                              |                                                           |
| 2017년 3월 11일          | 치어☆댄스: 여고생들이 치어 댄스로 미국 제패한 실제 이야기 | 토모나가 히카리                     | 도호                              |                                                           |
| 2017년 9월 9일           | 세 번째 살인                                              | 야마나카 사키에                     | 도호/가가                         |                                                           |
| 2017년 10월 28일         | 선생님!... 좋아해도 될까요?                               | 시마다 히비키(히로인)               | 워너 브라더스 영화                |                                                           |
| 2018년 3월 17일          | 치하야후루 무스비                                         | 아야세 치하야                       | 도호                              |                                                           |
| 2018년 5월 4일           | 라플라스의 마녀                                           | 우하라 마도카(히로인)               | 도호                              |                                                           |
| 2018년 8월 31일          | SUNNY 강한 느낌·강한 사랑                                 | 아베 나미(고교 시절)                | 도호                              |                                                           |
| 2020년 1월 17일          | 라스트 레터                                               | 토오노 미사키 / 토오노 아유미(회상) | 도호                              |                                                           |
| 2020년 3월 20일          | 한번 죽어 봤다                                            | 노바타 나나세                       | 쇼치쿠                            |                                                           |
| 2020년 12월 11일         | 신해석 삼국지                                             | 초선(변신)                          | 도호                              | 특별 출연                                                 |
| 2021년 5월 21일          | 생명의 정거장                                             | 호시노 마세                         | 도에이                            |                                                           |
| 2022년 5월 13일          | 유랑의 달                                                 | 카나이 사라사                       | 가가                              |                                                           |
| 2023년 3월 31일          | 극장판 네메시스 황금 나선의 수수께끼                      | 미카이 안나                         | 워너 브라더스 영화                |                                                           |
| 2023년 6월 9일           | 물은 바다를 향해 흐른다                                   | 사카키 치사                         | 해피넷 팬텀 스튜디오              |                                                           |
| 2023년 10월 13일         | 키리에의 노래                                             | 이치조 이츠코                       | 도에이                            |                                                           |
| 2024년 11월 15일         | 엣 더 벤치 제1화·제5화                                    | 리코                                | SPOON                             | 제1화는 2023년 9월 30일 Vimeo에서 전달되고 있던 단편 영화 |
| 2025년 2월 21일          | 가고 돌아오지 않으니                                      | 하세가와 야스코                     | 키노 필름                         |                                                           |
| 2025년 4월 4일           | 짝사랑 세계                                               | 사가라 미사키                       | 도쿄 테아토르 / 리틀 모어         |                                                           |
| 2025년 9월 5일           | 먼 산줄기의 빛                                            | 니키                                | 가가                              |                                                           |
| 2025년 9월 19일          | 보물섬                                                    | 야마코                              | 도에이 / 소니 픽쳐스 엔터테인먼트 |                                                           |
| 2026년 공개 예정         | 그대, 별처럼                                              | 이노우에 아키미                     |                                   |                                                           |

### 텔레비전 드라마
| 방송일자                   | 제목                                                             | 역할                       | 방송사              | 비고             |
| -------------------------- | ---------------------------------------------------------------- | -------------------------- | ------------------- | ---------------- |
| 2013년 4월 9일 ~ 6월 18일  | 희미한 그녀                                                      | 유즈키 아스카              | 칸사이 TV           | 데뷔작           |
| 2013년 4월 19일 ~ 6월 21일 | TAKE FIVE~우리는 사랑을 훔칠 수 있을까~                          | 사사하라 루이(소녀 시절)   | TBS                 |                  |
| 2013년 6월 25일 ~ 8월 13일 | 격류 ~나를 기억하고 있습니까?~                                   | 미도하라 타카코(중학 시절) | NHK                 |                  |
| 2014년 4월 15일 ~ 6월 24일 | 비터 블러 드~최악이자 최강의 부자 형사~                          | 사하라 시노부              | 후지 TV             |                  |
| 2014년 7월 27일            | 아버지의 등                                                      | 코이즈미 시노부            | TBS                 | 제3화, 특별 출연 |
| 2014년 10월 11일           | 도쿄에 올림픽을 외친 남자                                        | 메리 마리코                | 후지 TV             | 단편             |
| 2015년 1월 10일 ~ 3월 14일 | 학교의 계단                                                      | 하루나 츠바메              | NTV                 |                  |
| 2016년 1월 19일 ~ 3월 16일 | 괴도 야마네코                                                    | 타카스기 마오              | NTV                 |                  |
| 2018년 1월 10일 ~ 3월 21일 | anone                                                            | 츠지사와 하리카            | NTV                 | [ 15 ] [ 16 ]    |
| 2018년 7월 13일            | 치어☆댄스                                                        | 토모나가 히카리            | TBS                 | 특별 출연        |
| 2019년 4월 1일 ~ 9월 28일  | 연속 TV 소설 〈나츠조라〉                                        | 오쿠하라 나츠              | NHK 종합            |                  |
| 2020년 5월 30일            | Living                                                           | 쿠쿄                       | NHK 종합            | 제1화, 특별 출연 |
| 2020년 11월 14일           | 기묘한 이야기 '20 가을 특별편 〈이매지너리 프렌드〉              | 하라다 사키                | 후지 TV             | 단편             |
| 2021년 2월 27일 ~ 3월 6일  | 드라마 W 스페셜 〈안의 작사 -사쿠라기 안, 하이쿠 시작했습니다-〉 | 사쿠라기 안                | WOWOW               |                  |
| 2021년 3월 20일            | 에어걸                                                           | 사노 코마리                | TV 아사히           | 단편             |
| 2021년 3월 26일            | 오케하자마 ~오다 노부나가 패왕의 탄생~                           | 노히메                     | 후지 TV             | 단편             |
| 2021년 4월 11일 ~ 6월 13일 | 네메시스                                                         | 미카미 안나                | NTV                 |                  |
| 2022년 3월 5일             | 츠다 우메코 ~지폐가 된 유학생~                                   | 츠다 우메코                | TV 아사히           | 단편             |
| 2023년 1월 17일 ~ 3월 21일 | 해 질 녘에, 손을 잡는다                                          | 아사기 소라마메            | TBS                 |                  |
| 2024년 7월 28일            | 노상의 루카                                                      | 마오리 / 잇코              | 일본 영화 전문 채널 |                  |
| 2025년 1월 24일 ~ 3월 28일 | 누가 공작의 춤을 보았나?                                         | 야마시타 코무기            | TBS                 |                  |

### 무대
| 공연일자                                                                          | 제목                                                      | 역할                     | 공연장소                                                                                 | 비고                 |
| --------------------------------------------------------------------------------- | --------------------------------------------------------- | ------------------------ | ---------------------------------------------------------------------------------------- | -------------------- |
| 2019년 10월 8일 ~ 15일 10월 19일 ~ 27일 10월 31일 ~ 11월 4일 11월 9일 ~ 12월 11일 | Q : A Night At The Kabuki                                 | 줄리엣 / 줄리엣의 옛모습 | 도쿄 예술 극장 플레이하우스 신가부키좌 기타큐슈 예술극장 대홀 도쿄 예술극장 플레이하우스 | 작·연출: 노다 히데키 |
| 2022년 8월 2일 ~ 9월 11일 9월 22일 ~ 24일 10월 7일 ~ 16일 10월 25일 ~ 30일        | Q: A Night At The Kabuki Inspired by A Night At The Opera | 줄리엣 / 줄리엣의 옛모습 | 도쿄 예술 극장 플레이하우스 새들러즈 웰즈 극장 신가부키좌 국가희극원                     | 작·연출: 노다 히데키 |

### 극장판·TV 애니메이션
| 개봉/방송일자   | 제목                                     | 역할             | 배급사/방송사 | 비고              |
| --------------- | ---------------------------------------- | ---------------- | ------------- | ----------------- |
| 2015년 7월 11일 | 괴물의 아이                              | 카에데           | 도호          | 극장판 애니메이션 |
| 2017년 8월 18일 | 쏘아올린 불꽃, 밑에서 볼까? 옆에서 볼까? | 오이카와 나즈나  | 도호          | 극장판 애니메이션 |
| 2019년 12월 6일 | 루팡 3세: 더 퍼스트                      | 레티시아(히로인) | 도호          | 극장판 애니메이션 |

### 라디오 드라마
- Very Merry Christmas (2013년 12월 15일, TOKYO FM) - 카이리 역
- 스트리퍼 이야기 (2018년 6월 11일, 닛폰 방송) - 미치코 역

## 그 외 활동

### 교양·다큐멘터리
- MUSE 그대와. (2012년 11월 8일 ~ 15일, BS-TBS)
- 모하야카미다네 (2013년 4월 17일 ~ 9월 18일, 후지 TV)
- 히로세 스즈의 고등학교 축구 영혼 (2015년 1월 1일 ~ 12일, NTV) - 내레이션
- 종전 70년 다큐멘터리 기획 〈우리에게 전쟁을 가르쳐주세요〉 (2015년 8월 15일, 후지 TV) - 네비게이터[40]
- 히로세 아리스·스즈·나카무라 마사토시의 농구 사랑 일생 일대의 역사적인 개막전 (2016년 9월 11일, 후지 TV) - 내레이션
- 히로세 아리스&스즈의 〈농구, 보러와요〉 (2016년 9월 17일, 후지 TV) - B.리그 개막전 중계 스페셜 부스터
- NHK스페셜 〈여기저기 스즈상 ~전쟁 중인 삶의 기억〉 (2019년 8월 10일, NHK 종합) - 내레이션
- 열정대륙 (2021년 11월 7일·14일, MBS·TBS)[주 12][41]

### 버라이어티
- NHK 홍백가합전 (NHK 종합)
  - 제69회 홍조 사회 (2018년 12월 31일)
  - 제70회 심사위원 (2019년 12월 31일)

### 라디오
- SCHOOL OF LOCK! 〈GIRLS LOCKS!〉 (2013년 10월 14일 ~ 2017년 3월 16일, TOKYO FM) - 제2주째 퍼스낼리티
- LOTTE Ghana presents
  - 히로세 스즈의 카네이션 레터 (2014년 5월 6일, TOKYO FM)
  - 닿기를❤스위트 러브 레터! (2016년 2월 11일, TOKYO FM)
- 히로세 스즈의 올 나이트 닛폰 GOLD (2015년 3월 20일·2018년 9월 17일, 닛폰 방송)
- 히로세 스즈의 요하쿠지칸 (2023년 10월 7일 ~ , TOKYO FM)

### WEB 방송
- 아오하루 온라인 beta (슈에이샤)
  - 아오하루지칸 여름 (2013년 7월 5일 ~ 8월 8일)
  - 스즈와 아오하루 (2013년 9월 6일 ~ 10월 25일)
- 짝사랑 vol.12 (2013년 10월 28일)
- JADICT 〈lovely hickey #14〉 (2013년 11월 4일)
- 고스트 밴드 (2013년 12월 10일, 네슬레 극장 on YouTube)

### PV
- 야마시타 타츠로 〈크리스마스 이브 (クリスマス・イブ) (30th Anniversary Edition)〉 (2013년 11월 20일) - 카이리 역
- EXILE ATSUSHI 〈Precious Love〉 (2014년 10월 29일)
- 나오토 인티 레이미
  - 〈언젠가 꼭 (いつかきっと)〉 (2015년 4월 8일)
  - 〈together〉 (2016년 3월 30일)[42]
- 코부쿠로 〈hana〉 (2015년 4월 20일)
- whiteeeen 〈테토테 (テトテ) with GReeeeN〉 (2017년 5월 2일)

### 광고(CM)
- 베네세 코포레이션 진연 세미나 고교 강좌 (2012년 ~ 2013년)
- NTT 동일본 후렛트 히카리 (2013년)
- 오츠카 식품 〈MATCH〉 (2014년 ~ 2016년)
- 롯데
  - 가나 밀크 초콜릿 (2014년 ~ 2017년) - 츠치야 타오, 마츠이 아이리와 공동 출연
  - 코우메 (2014년)
  - Fit's (2015년 ~ 2016년) - 나가사와 마사미(2015년), 미나미노 사키(2016년)와 공동 출연
  - 소우 (2017년 ~ 2020년)
- 리크루트
  - 젝시 (2014년 ~ 2015년) - 7대째 CM 걸
  - 리쿠 나비 NEXT (2021년)
- 소프트뱅크 (2014년 ~ ) - 사카이 마사토, 나카이 마사히로, 스기사키 하나 外 다수 공동 출연
  - 소프트뱅크 접객 로봇 〈Whiz로 숨은 먼지 청소〉편 (2020년)
- LINE LINE PLAY (2014년)
- 시즈오카현 딸기 협회 시즈오카 딸기 〈베니홋페〉(2014년)[1]
- 동일본 여객 철도 JR SKISKI (2014년 ~ 2015년)
- 묘조 식품
  - 잇페이 짱의 밤 가게 야키소바 (2015년 ~ 2016년)
  - 차르멜라 (2017년 ~ 2019년)
- 도쿄 가스 (2015년 ~ 2016년) - 츠마부키 사토시와 공동 출연
- 시세이도
  - 시 브리즈 (2015년 ~ 2018년) - 나카가와 타이시과 공동 출연
  - d 프로그램 (2020년 ~ )
  - 150주년 기업 광고 〈아름다움은, 사람의 행복을 바란다.〉편 (2022년)
  - SHISEIDO MEN 〈선택한 길〉편(2025년 4월 8일 ~ ) - 내레이션
- 카타쿠라 공업 〈커쿤 시티〉 (2015년)
- 후지 필름
  - 사진으로 프라이즈하자. (2015년) - 무라카미 무네타카(2022-23년), 요코하마 류세이, 후지이 소우타, 하부 요시하루(2023년~ )과 공동 출연
  - 후지 사진 연하장 (2015년 ~ )
  - 설날을 촬영하자♪ (2015년 ~ )
  - 정사각형 프린터 (2017년)
  - 즉석 카메라·인스탁스 〈instax SQUARE SQ6〉 (2018년)  - 요코하마 류세이(2022년 ~ )과 공동출연
- 센쥬 제약 
  - 마이 티어 CL (2015년 ~ 2020년)
  - 마이 티어 〈스프레드, 눈의 힘〉편 (2022년 ~ )
- 일본 야구 기구 〈야구·소프트볼을 도쿄 올림픽 정식 종목으로! #소프트볼〉 (2015년)
- 유니버설 스튜디오 재팬
  - 〈유니버설 서프라이즈 할로윈〉 (2015년 ~ 2016년)
  - 〈위저딩 월드 오브 해리 포터〉 (2016년)
- 레오팔레스 21
  - 〈등장〉편 / 〈선배〉편 / 〈내견〉편 (2015년)
  - 〈사랑하는 레오팔레스〉 시리즈 (2016년)
- 미츠비시 UFJ 니코스 DC 카드
  - 〈DC 카페 시리즈〉 (2016년 ~ 2017년)
  - 〈처음도! 앞으로도!〉편 / 〈여행도! 쇼핑도!〉편 / 〈가게에서도! 인터넷에서도!〉편 (2018년)
- 글락소스미스클라인 컨슈머 헬스케어 재팬 컨택
  - 새로운 컨택 바람 EX (2016년 ~ 2018년)
  - 새로운 컨택 600PLUS (2017년 ~ 2018년)
  - 새로운 컨택 600PLUS / 컨택 비염 Z (2020년)
  - 새로운 컨택 종합 감기약 트리플 샷 (2020년)
- 스퀘어 에닉스 〈파이널 판타지 브레이브 엑스 비아스〉 (2016년 ~ 2017년)
- 스즈키 자동차
  - 와건 R (2017년 ~ 2022년)
  - 와건 R 스마일 (2021년 ~ 2022년)
- 스트라이프 인터내셔널 〈earth music & ecology〉 (2017년 ~ 2020년)
  - 오츠카 제약 파이브 미니 (2017년)
- 2020 도쿄 올림픽·패럴림픽 경기대회 자원봉사자 모집 (2018년)
- 일본적십자사 〈스무 살의 헌혈〉 (2018년)
- 포켓몬 〈포켓몬 카드 게임〉 (2018년)
- 도시바 라이프 스타일  (2018년 ~ 2019년)
- 아사히 음료
  - 미츠야 사이다 (2019년)
  - 미츠야 레모네이드 (2019년)
  - PLANT TIME 소이 밀크티 (2020년)
- 농림 수산 〈#건강받습니다 프로젝트〉 (2020년)
- AGC (2021년 ~ 2023년)
- 아지노모토 〈냉동식품 만두〉 (2021년 ~ ) - 호리우치 케이코(2021년 ~ 2022년), 야스코(2024년)과 공동 출연
- 미쓰이 부동산
  - BE THE CHANGE (2021년)
  - 미쓰이의 스즈짱 (2022년 ~ )
- Peak 〈튠 블래스트〉 (2021년)
- 일본 맥도날드
  - 진심의 카페라테 마음의 대화 (2023년)
  - 맥 카페 (2023년 ~ )  - 기무라 타쿠야, 시손 쥰(2023년), 야마시타 토모히사(2024년), 미야자키 아오이(2025년)와 공동 출연
- 웨더뉴스 〈날씨 앱 날씨 뉴스〉 (2023년)
- 산토리 〈더 프리미엄 몰츠〉 (2023년 ~ ) - 오오이즈미 요와 공동 출연
- FP 파트너 머니 닥터 (2024년 ~ )

### 모델·이미지 캐릭터
- 하루타 제화 HARUTA 이미지 걸 (2013년)[43]
- 일본 방화·위기 관리 촉진 협회 전국 화재 예방 운동 (2014년~2015년)
- 제93회 전국 고교 축구 선수권 대회 (2014년) - 10대째 응원 매니저
- 코쿤시티 초대 이미지 캐릭터 (2015년 4월 ~ 2016년 3월)
- 후생노동성·중앙 노동 재해 방지 협회 전국 안전 주간 / 열중증 예방 운동 (2015년)
- 국제 협력기구 어떻게든 하지 않으면! 프로젝트 (2015년 ~ )
- 유니버설 스튜디오 재팬 〈유니버설 서프라이즈 할로윈〉 이미지 캐릭터 (2015년)
- 총무성 18세부터 선거권 (2015년 ~ 2016년) - 이미지 캐릭터[44]
- 기모노 야마토 2018 후리소데 컬렉션 (2015년 ~ 2016년) - 이미지 캐릭터[45]
- B.리그 개막전 중계 스페셜 부스터 (2016년)[46]
- 크록스 재팬 글로벌 앰배서더 (2019년)[47]
- 루이비통 일본 앰배서더 (2020년 ~ )[29]
- 2023년 FIBA 농구 월드컵 TV 아사히 계열 중계 프로그램 스페셜 부스터[48]

## 서적

### 단행본
- 負けずぎらい。 마케즈기라이.[*](지기 싫어함.) (2018년 6월 14일, 닛케이 BP사) - 닛케이 엔터테인먼트!의 연재를 정리한 포토 에세이[49] ISBN 978-4-8222-5613-5

### 사진집
- suzu (2014년 3월 31일, 도쿄 뉴스 통신사) ISBN 978-4-86336-391-5
- 17세의 스즈봉. (2016년 3월 19일, 슈에이샤)[50] ISBN 978-4-08-780777-6
- 전혀, 처음 뵙겠습니다. (2016년 10월 7일, 도쿄 뉴스 통신사) ISBN 978-4-86336-588-9
- 아리스즈입니다. (2017년 12월 15일, 겐토샤) - 히로세 아리스와의 자매의 포토 북 ISBN 978-4-7683-0923-0
- 히로세 스즈 in 여름 하늘 PHOTO BOOK (2019년 4월 1일, 도쿄 뉴스 통신사)[51] ISBN 978-4-86336-911-5
- 레저 트레저 (2022년 2월 18일 발매, 코단샤) ISBN 978-4065194003

### 잡지 연재
- Seventeen (2012년 10월호 ~ 2018년 11월호, 슈에이샤) - 전속 모델
  - 아리스 vs 스즈 히로세 자매의 시바키아이토크 (2014년 5월호 ~ 2015년 4월호)
  - 스즈봉. (2015년 5월호 ~ 2018년 11월호)
- B.L.T. 〈전혀, 처음 뵙겠습니다♪〉(2014년 6월호 ~ 2016년 5월호, 도쿄 뉴스 통신사)
- CM NOW 〈아리스즈〉(2014년 7월/8월호 ~ 2017년 7월/8월호, 겐코샤)
- 닛케이 엔터테인먼트! 〈마케즈기라이.〉(2017년 4월호 ~ 2018년 7월호, 닛케이 BP사)

### 캘린더
- 히로세 스즈 스쿨 캘린더 2014-2015(2014년 2월 19일, 도쿄 뉴스 통신사) ISBN 978-4-86336-381-6
- 히로세 스즈 캘린더 2015년(2014년 10월 4일, 하고로모)
- 히로세 스즈 2016년 캘린더(2015년 10월 17일, 하고로모)
- 히로세 스즈 2017년 캘린더(2016년 10월 29일, 트라이 엑스)
- 히로세 스즈 2018년 캘린더(하고로모)
- 히로세 스즈 2019년 캘린더(2018년 10월 27일, 하고로모)
- 히로세 스즈 2020년 캘린더(2019년 11월 15일, 하고로모) ISBN 978-4-86701-011-2 / ISBN 978-4-86701-012-9
- 히로세 스즈 2021년 캘린더(2020년 11월 10일, 도쿄 뉴스 통신사) ISBN 978-4-86701-158-4 / ISBN 978-4-86701-159-1
- 히로세 스즈 2022년 캘린더 벽걸이/탁상 (2021년 11월 27일, 트라이엑스) ASIN B09BZMJWRN / ASIN B09BZLGR11

### 엽서
- 히로세 스즈 도쿄 데이트(2015년 11월 13일, 리틀 모어)[52] ISBN 978-4-89815-423-6

## 음반

### 앨범 수록
- 〈초련 (初戀)〉 / 마츠모토 타카시 작사 활동 45주년 추모 「風街であひませう」 (2015년 6월 24일)[주 13][53]

- 낭영 〈오구라 햐쿠닝잇슈 (小倉百人一首)〉 (2016년 4월 6일)[54]

- 오이카와 나즈나 (CV. 히로세 스즈) 〈유리색의 지구 (瑠璃色の地球)〉, 〈유리색의 지구 ([if] ver.)〉 / 영화 《쏘아올린 불꽃, 밑에서 볼까? 옆에서 볼까?》 오리지널 사운드 트랙 (2017년 8월 9일)[55]

### CD 쟈켓
- 〈아이의 노래 (アイのうた) Bitter Sweet Tracks 2 → mixed by Q; indivi +〉 / 〈아이의 노래(アイのうた) J-POP NON STOP MIX 2 → mixed by DJ FUMI★YEAH!〉 (2014년 12월 24일)[56]

- back number 〈히로인 (ヒロイン)〉 (2015년 1월 21일)[주 14][57]

- 나오토 인티 레이미
  - 〈언젠가 반드시 (いつかきっと)〉 (2015년 4월 8일)[주 14][58]
  - 〈together〉 (2016년 3월 30일)[주 14][42]

## 이벤트
- Seventeen 여름의 학원 축제
  - Seventeen 여름의 학원 축제 2023 (2023년 8월 23일, 도쿄 돔 시티 프리즘 홀)

### 사진전
- 여배우 얼굴 - 일본 여배우 50명을 찍은 사진전
  - 홍콩(2016년)
  - 상하이(2017년)
  - 마카오 Art Macao 2019 재팬 파빌리온 (2019년 8월 10일 ~ 29일) [211]
  - 도쿄 오모테 산도 스파이럴 (2021년 7월 14일 ~ 8월 8일)

- OH MY SISTER! - 히로세 자매·사진전 - 언니의 히로세 아리스와 자매의 사진전
  - 도쿄 긴자 플레이스 common ginza (2019년 3월 1일 ~ 10일)
  - 오사카 우메다 로프트 (2019년 12월 28일 ~ 2020년 1월 26일)

### 패션 쇼
- GirlsAward 2016 AUTUMN / WINTER (2016년)[주 15][59]
- GirlsAward 2017 AUTUMN / WINTER (2017년)[주 16][60]

## 수상 경력
| 연도   | 시상식                                         | 부문                                 | 작품                           | 출처   |
| ------ | ---------------------------------------------- | ------------------------------------ | ------------------------------ | ------ |
| 2012년 | 미스 세븐틴 2012                               | 그랑프리                             | 빈칸                           |        |
| 2015년 | 제7회 TAMA 영화상                              | 최우수 신인 배우상                   | 바닷마을 다이어리, 괴물의 아이 | [ 61 ] |
| 2015년 | 제39회 야마지 후미코 영화상                    | 신인 여자배우상                      | 바닷마을 다이어리              | [ 62 ] |
| 2015년 | 제40회 호치 영화상                             | 신인상                               | 바닷마을 다이어리              | [ 63 ] |
| 2015년 | 제37회 요코하마 영화제                         | 최우수 신인상                        | 바닷마을 다이어리              | [ 64 ] |
| 2015년 | 제28회 닛칸 스포츠 영화 대상·이시하라 유지로상 | 신인상                               | 바닷마을 다이어리              | [ 65 ] |
| 2015년 | 제89회 키네마 준보 베스트 텐                   | 신인 여자배우상                      | 바닷마을 다이어리              | [ 66 ] |
| 2015년 | 제39회 일본 아카데미상                         | 신인 배우상                          | 바닷마을 다이어리              | [ 67 ] |
| 2015년 | 제20회 일본 인터넷 영화 대상                   | 뉴 페이스 브레이크상·베스트 임팩트상 | 바닷마을 다이어리              | [ 68 ] |
| 2015년 | 제25회 도쿄 스포츠 영화 대상                   | 신인상                               | 바닷마을 다이어리              | [ 69 ] |
| 2015년 | 제28회 도쿄 국제 영화제                        | ARIGATO 상                           | 빈칸                           | [ 70 ] |
| 2015년 | VOGUE JAPAN Women of the Year 2015             | 올해의 여성부문                      | 빈칸                           | [ 71 ] |
| 2015년 | Yahoo! 검색 대상 2015                          | 여배우 부문                          | 빈칸                           | [ 72 ] |
| 2016년 | 제40회 일본 아카데미상                         | 우수 여우주연상                      | 치하야후루 상·하편             | [ 73 ] |
| 2016년 | 제40회 일본 아카데미상                         | 우수 여우조연상                      | 분노                           | [ 73 ] |
| 2016년 | 제26회 도쿄 스포츠 영화 대상                   | 여우조연상                           | 분노                           | [ 74 ] |
| 2016년 | 제41회 엘란도르상                              | 신인상                               | 빈칸                           | [ 11 ] |
| 2016년 | 제30회 DVD & 블루레이 데이터 대상              | 베스트 탤런트상                      | 빈칸                           |        |
| 2017년 | 제27회 도쿄 스포츠 영화 대상                   | 여우조연상                           | 세 번째 살인                   | [ 75 ] |
| 2017년 | 제41회 일본 아카데미상                         | 최우수 여우조연상                    | 세 번째 살인                   | [ 76 ] |
| 2019년 | 제28회 하시다상                                | 신인상                               | 나츠조라                       | [ 77 ] |
| 2019년 | 제54회 키노쿠니야 연극상                       | 개인부문                             | Q : A Night At The Kabuki      |        |
| 2019년 | VoCE BEST COSMETICS AWARDS 2019                | 가장 아름다운 얼굴상                 | 빈칸                           | [ 26 ] |
| 2020년 | 제44회 일본 아카데미상                         | 우수 여우주연상                      | 한 번 죽어봤다                 | [ 78 ] |
| 2021년 | 제25회 닛칸 스포츠 드라마 그랑프리             | 봄 드라마 여우주연상                 | 네메시스                       | [ 79 ] |
| 2021년 | 제45회 일본 아카데미상                         | 우수 여우조연상                      | 생명의 정거장                  |        |
| 2022년 | 제14회 TAMA 영화상                             | 최우수 여우주연상                    | 유랑의 달                      |        |
| 2022년 | ELLE CINEMA AWARDS 2022                        | 엘르 여자배우상                      | 빈칸                           |        |
| 2022년 | 제46회 일본 아카데미상                         | 우수 여우주연상                      | 유랑의 달                      |        |
| 2023년 | 제78회 마이니치 영화 콩쿠르                    | 여우조연상                           | 키리에의 노래                  |        |
| 2024년 | 제28회 닛칸 스포츠 드라마 그랑프리             | 겨울 드라마 여우주연상               | 누가 공작의 춤을 보았나?       |        |

### 내용주
1. ↑  개봉일 기준은 일본에서의 개봉일이다.
2. ↑  제68회 칸 영화제 경쟁부문에 공식 출품 되었다.
3. ↑  2편이 한 달 간격으로 연속 개봉되었다.
4. ↑  야마자키 켄토와 공동 주연
5. ↑  제74회 베니스영화제 경쟁부문에 공식 출품 되었다.
6. ↑  마츠자카 토리와 공동 주연
7. ↑  사쿠라이 쇼와 공동 주연
8. ↑  스기사키 하나, 키요하라 카야와 공동 주연
9. ↑  요코하마 류세이와 공동 주연
10. ↑  사쿠라이 쇼와 공동 주연
11. ↑  개봉·방송일자 기준은 일본에서의 공개일이다.
12. ↑  2주 연속 방송. 단독의 인물을 2주 연속으로 다루는 것은 방송 개시 이래 2례째. 2007년 11월에 방송된 「배우/오구리 슌」편에서 14년 만.
13. ↑  완전 생산 한정반의 보너스 디스크 「風街であひませう」에 수록.
14. 1 2 3  첫회 한정반에 출연.
15. ↑  오프닝으로 런웨이에 등장.
16. ↑  언니의 히로세 아리스와 자매 오프닝으로 런웨이에 등장.

### 참조주
1. 1 2  “딸기 주렁주렁 ~시즈오카 딸기 베니홋뻬 광고에 히로세 스즈 씨 기용”. 시즈오카현 딸기 협의회. 2014년 12월 5일. 2019년 10월 2일에 확인함.
2. ↑  “히로세 스즈 언니 아리스 계기? 「통곡」 연예계 데뷔 고등학교 졸업 후의 진로도 첫 고백”. 모델프레스. 2016년 9월 20일. 2016년 10월 14일에 확인함.
3. ↑  “제2의 키타가와 케이코·키무라 카에라 미소녀 4명이 〈미스 세븐틴 2012〉에”. 《모델프레스》 (인터넷 네이티브). 2012년 8월 24일. 2014년 12월 8일에 확인함.
4. ↑  “발탁 계속된 “히로세 스즈”의 모습은? 데뷔로부터 2년...브레이크 가도를 돌진”. 모델 프레스. 2014년 12월 9일. 2014년 12월 9일에 확인함.
5. ↑  “「Seventeen」 히로세 스즈 「굉장히 억울했다」 언니 아리스의 존재에 대해 이야기”. 모델프레스. 2014년 11월 4일. 2016년 11월 12일에 원본 문서에서 보존된 문서. 2014년 12월 8일에 확인함.
6. 1 2  “「Seventeen」모델 자매 삼각 관계?”. 모델프레스. 2014년 4월 10일. 2016년 10월 14일에 확인함.
7. ↑  “히로세 아리스 & 스즈 「Seventeen」 최초의 자매 2명이 표지에 등장”. 《모델프레스》 (인터넷 네이티브). 2015년 1월 31일. 2015년 2월 18일에 원본 문서에서 보존된 문서. 2015년 2월 18일에 확인함.
8. ↑  “고레에다 감독「바닷마을diary」이 칸 출품, 4번째의 공모 참여”. Sponichi Annex. 2015년 4월 17일. 2015년 4월 17일에 확인함.
9. ↑  “히로세 스즈가 CM 여왕! 작년 권외에서 갑작스런 대인기”. 《스포츠 호치》 (호치 신문사). 2016년 3월 9일. 2016년 3월 9일에 원본 문서에서 보존된 문서. 2017년 7월 10일에 확인함.
10. 1 2  “「치하야후루」 히로세 스즈로 실사화”. 데일리 스포츠online. 2015년 6월 24일. 2015년 6월 24일에 확인함.
11. 1 2  “2017년 엘란도르상 수상 작품·수상자”. 일반 사단 법인 일본 영화 텔레비전 프로듀서 협회. 2018년 1월 25일에 원본 문서에서 보존된 문서. 2017년 1월 20일에 확인함.
12. ↑  “히로세 스즈 졸업 후 여배우 일에 전념 「이 일을 성인이 되어서도 하고 싶다」”. 《데일리 스포츠 online》 (주식회사 데일리 스포츠). 2017년 1월 17일. 2017년 3월 23일에 확인함.
13. ↑  “히로세 스즈, CD 데뷔! 마츠다 세이코의 명곡 「유리색의 지구」를 커버”. 시네마투데이. 2017년 8월 3일. 2017년 9월 2일에 확인함.
14. ↑  “고레에다 히로카즈 「세 번째 살인」 베니스 영화제 경쟁에 출품 데뷔작 이후 22년만”. 《영화 나탈리》 (주식회사 나타샤). 2017년 7월 27일. 2017년 7월 27일에 확인함.
15. 1 2  “히로세 스즈 10대 마지막 연속 드라마 주연! 『Mother』 작가의 새로운 드라마”. 시네마투데이. 2017년 11월 14일. 2017년 11월 14일에 확인함.
16. 1 2  “히로세 스즈, 새로운 드라마 『anone』에서 베리 쇼트 선보일 공연에 에이타 등의 결정”. 《ORICON STYLE》 (주식회사oricon ME). 2017년 12월 4일. 2017년 12월 4일에 확인함.
17. 1 2  “히로세 스즈 : 잡지 〈세븐틴〉 졸업을 발표 여름의 학원제에서 “졸업식””. 《만탄웹》 (주식회사MANTAN). 2018년 6월 30일. 2018년 6월 30일에 확인함.
18. ↑  “히로세 스즈, 홍백 첫 사회 「놀랐다」 내년의 NHK 아침 드라마 히로인”. 《SANSPO.COM》 (산케이 디지털). 2018년 11월 9일. 2018년 11월 9일에 확인함.
19. ↑  “히로세 스즈 씨가 주인공! 헤이세이 31년도 전기 연속 TV 소설 「여름 하늘」”. 《NHK 드라마 토픽》 (일본방송협회). 2017년 11월 20일. 2021년 4월 18일에 원본 문서에서 보존된 문서. 2021년 2월 11일에 확인함.
20. ↑  “《연속 TV 소설 100번째 결정》 히로인은 히로세 스즈! 꿈과 모험, 사랑과 감동의 드라마 연속 TV 소설 여름 하늘”. 《NHK_PR》. 일본방송협회. 2017년 11월 20일. 2017년 11월 23일에 확인함.
21. ↑  “NHK 연속 드라마는 히로세 스즈 씨 주연 통산 100번째의 「여름 하늘」”. 《NHK뉴스》 (일본방송협회). 2017년 11월 20일. 2017년 11월 20일에 원본 문서에서 보존된 문서. 2017년 11월 23일에 확인함.
22. ↑  “내후년 전기의 NHK 아침 드라마는 여름 하늘 주인공은 히로세 스즈”. 《스포츠 호치》 (호치 신문사). 2017년 11월 20일. 2017년 11월 22일에 원본 문서에서 보존된 문서. 2017년 11월 20일에 확인함.
23. ↑  “히로세 스즈 첫 무대 도전도 「나도 무대를 모릅니다」”. 《Sponichi Annex》 (스포니치 신문사). 2019년 6월 13일. 2019년 6월 13일에 확인함.
24. ↑  “제54회 키노 쿠니야 연극상 결정의 소식”. 키노쿠니야 서점. 2019년 12월 17일. 2019년 12월 17일에 확인함.
25. ↑  “히로세 스즈, 키노쿠니야 연극상 개인상을 수상 작년 10월의 첫 무대가 평가”. 《SANSPO.COM》 (산케이 디지털). 2020년 1월 28일. 2020년 1월 28일에 확인함.
26. 1 2  “히로세 스즈 2019년의 “가장 아름다운 얼굴”에 황송 경계 「나는 걸로 좋은 걸까...」”. 《ORICON NEWS》 (oricon ME). 2019년 12월 13일. 2019년 12월 13일에 확인함.
27. ↑  “goo, 2019년 검색 순위를 발표! 연예인은 「히로세 스즈」 영화 「극장판 ONE PIECE STAMPEDE」가 1위에”. goo. 2019년 12월 2일. 2020년 11월 30일에 확인함.
28. ↑  “여배우 히로세 스즈가 루이비통의 새로운 앰배서더에”. 《LOUIS VUITTON》. 2020년 1월 1일. 2021년 4월 17일에 원본 문서에서 보존된 문서. 2021년 3월 20일에 확인함.
29. 1 2  “세계적인 브랜드의 “얼굴” 히로세 스즈! 루이비통 새로운 대사에 취임”. 《SANSPO.COM》 (산케이 디지털). 2020년 1월 21일. 2020년 1월 21일에 확인함.
30. ↑  “여배우 히로세 스즈 씨가 코로나 감염...영화 촬영의 집단 검사에서 양성 판정 증상 이야기”. 《요미우리 신문 온라인》 (요미우리 신문). 2020년 10월 7일. 2020년 12월 4일에 확인함.
31. ↑  “신종 코로나 감염의 히로세 스즈 17일부터 업무 재개 인스턴스에 감사 「보답할 수 있도록 노력합니다!」”. 《ORICON NEWS》 (oricon ME). 2020년 10월 16일. 2020년 12월 4일에 확인함.
32. ↑  “이마다 미오 : 최초의 CM 여왕 히로세 스즈가 공동 선두 남성은 「아라시」5명이 상위 독점”. 《MANTANWEB》. 2020년 12월 2일. 2021년 2월 15일에 확인함.
33. ↑  “히로세 스즈 : 2020년 CM 여왕 아시다 마나, 이마다 미오가 계속해 남성 부문은 아라시가 상위 독점”. 《MANTANWEB》. 2020년 12월 4일. 2021년 2월 15일에 확인함.
34. 1 2  “히로세 스즈, 노히메 역으로 사극 첫 도전 이치카와 에비조 “노부나가”와 첫 공연에서 부부 역”. 《ORICON NEWS》 (oricon ME). 2020년 3월 25일. 2020년 3월 25일에 확인함.
35. 1 2  “FOSTER Management Office｜Artists｜히로세 스즈”. 주식회사 포스터 플러스. 2016년 12월 23일에 확인함.
36. 1 2  “히로세 스즈 일기 루틴 「재설정되는 스트레스 발산」”. 《데일리 스포츠online》 (주식회사 데일리 스포츠). 2019년 4월 9일. 2019년 4월 10일에 확인함.
37. ↑  히로세 스즈가 흔들렸다! 호화 여배우진에게 처음으로 저것을 먹고 저녁 - 유튜브
38. ↑  “【애완동물과 나】히로세 스즈 〈anone〉의 버려진 고양이, 귀여움에 너무 가족이 되버렸습니다♪”. 2018년 3월 11일. 2021년 8월 12일에 확인함.
39. ↑  “사카구치 켄타로, 히로세 스즈와 희미한 사랑을 펼치는 파일럿 역 너무 눈부신 투샷 해금”. 《ORICON NEWS》. 2020년 12월 18일에 확인함.
40. ↑  “오구리 슌, 마츠자카 토리, 후쿠시 소타에 후지 계열 종전 특별 프로에 출연”. 더 텔레비전. 2015년 6월 21일. 2015년 10월 5일에 확인함.
41. ↑  “열정대륙 「히로세 스즈」편은 2주 연속 방송! ‘프로그램 시작 이후 2번째’라는 귀중한 내용에”. 《영화.com》 (주식회사 영화닷컴).
42. 1 2  “나오토 인티 레이미 〈together〉 MV 공개.  히로세 스즈·나카가와 타이시·마츠오카 코다이의 삼각 관계”. BARKS. 2016년 3월 16일. 2016년 3월 26일에 확인함.
43. ↑  “【기획】HARUTA 이미지 걸 결정했습니다!!”. 하루타 제화 HARUTA’ｓ STAFF 공식 블로그. 2013년 2월 13일. 2013년 4월 1일에 확인함.
44. ↑  “18세가 된지 얼마 안된 히로세 스즈 첫 선거 기일전  투표”. 《스포츠 호치》 (호치 신문사). 2016년 7월 4일. 2016년 7월 4일에 원본 문서에서 보존된 문서. 2016년 7월 4일에 확인함.
45. ↑  “히로세 스즈 씨가 기모노 전문점 「야마토」의 이미지 캐릭터 12월 신작 후리소데 컬렉션을 발표”. 《자이케이》 (자이케이 신문사). 2016년 12월 7일. 2016년 12월 7일에 확인함.
46. ↑  “히로세 아리즈·스즈 주석 자매, 나카무라 마사토시가 응원! 후지 남자 농구 올 가을 생중계”. 산케이 스포츠. 2016년 5월 24일. 2016년 9월 18일에 확인함.
47. ↑  “히로세 스즈 연분홍색 크록스 「시원한 기분」”. 《닛칸스포츠》 (닛칸스포츠 신문사). 2019년 4월 9일. 2019년 4월 9일에 확인함.
48. ↑  “히로세 스즈, 8.25 개막 농구 월드컵 뜨겁게 전한다 소2에서 플레이, 연예계 굴지 가 TV 아사히계 중계 프로그램 스페셜 부스터 취임 「흥분하고 있습니다」”. 《산케이스포츠》 (SANKEI DIGITAL INC.). 2023년 4월 29일. 2023년 5월 6일에 확인함.
49. ↑  “단행본 ｜별책 안내｜닛케이 엔터테인먼트”. 닛케이BP사. 2018년 7월 3일에 원본 문서에서 보존된 문서. 2019년 9월 12일에 확인함.
50. ↑  “히로세 스즈 “미공개의 보물 샷” 독점 입수! 3·19 포토 북 발매”. 《SANSPO.COM》 (주식회사 산케이 디지털). 2016년 1월 31일. 2016년 1월 31일에 확인함.
51. ↑  “여배우·히로세 스즈의 “아침 드라마 히로인”로 일상에 밀착 포토 북 「히로세 스즈 in 여름 하늘」 인도의 전달회 이벤트가 개최에”. 《SPICE》. 플러스. 2019년 3월 14일. 2021년 6월 20일에 확인함.
52. ↑  “히로세 스즈와 “도쿄 데이트” 쇼와 레트로? 같은 엽서 제작”. 《Sponichi Annex》 (스포니치 신문사). 2015년 11월 3일. 2016년 5월 13일에 확인함.
53. ↑  “히로세 스즈, 아리무라 카스미가 마츠모토 타카시의 가사를 낭독”. ORICON STYLE. 2015년 5월 22일. 2015년 5월 22일에 확인함.
54. ↑  “영화 「치하야후루」 연동 낭독 CD가 발매 히로세 스즈, 노무라 슈헤이 등 영화 메인 캐스트의 낭영도 수록”. Billboard JAPAN. 2016년 3월 17일. 2016년 6월 14일에 확인함.
55. ↑  “히로세 스즈, 마츠다 세이코의 명곡을 극중 피로! 「멋진 장면되었습니다」”. 《시네마 카페》 (주식회사 이도). 2017년 8월 3일. 2017년 8월 3일에 확인함.
56. ↑  “「아이의 노래」스핀오프 제2탄 재킷에 히로세 스즈”. 드완고 제이피 뉴스. 2014년 10월 28일. 2021년 2월 4일에 원본 문서에서 보존된 문서. 2021년 1월 27일에 확인함.
57. ↑  “재킷에 히로세 스즈 등장, back number 신작 「히로인」”. CD저널. 2014년 12월 17일. 2014년 12월 17일에 확인함.
58. ↑  “나오토 인티 레이미·히로세 스즈와 나카가와 타이시 등장의 신작 쟈켓 & 여학교 잠입”. 2015년 3월 11일. 2015년 5월 3일에 확인함.
59. ↑  “히로세 스즈, 초미니에 매료 나나오의 압도적 각선미”. 《데일리 스포츠 online》 (주식회사 데일리 스포츠). 2016년 10월 8일. 2016년 10월 8일에 확인함.
60. ↑  “히로세 아리스 & 스즈 자매로 첫 톱 타자 「GirlsAward」 2017 A／W」개막”. 모델프레스. 2017년 9월 16일. 2017년 9월 16일에 확인함.
61. ↑  “히로세 스즈 & 노무라 슈헤이 국내 영화상의 선두 끝 “신인상” 수상!”. 《cinemacafe.net》 (주식회사 이도). 2015년 10월 8일. 2015년 10월 8일에 확인함.
62. ↑  “「제39회 야마지 후미코 영화상」에 고레에다 히로카즈 감독의 「바닷마을diary」”. 영화.com. 2015년 10월 18일. 2015년 10월 19일에 확인함.
63. ↑  “【호치 영화상】히로세 스즈 「이렇게 인생은 바뀌는건 뭐야 사상 첫 여배우 2명 수상」”. 《스포츠 호치》 (호치 신문사). 2015년 11월 26일. 2015년 11월 26일에 원본 문서에서 보존된 문서. 2015년 11월 26일에 확인함.
64. ↑  “「바닷마을diary」가 5관왕,「오봉의 동생」이 4관왕”. 《일간겐다이》 (일간겐다이 신문사). 2015년 12월 5일. 2015년 12월 6일에 원본 문서에서 보존된 문서. 2015년 12월 5일에 확인함.
65. ↑  “히로세 스즈 신인상 원작 만화와 「비슷했다」 / 영화 대상”. 《닛칸스포츠》 (닛칸스포츠 신문사). 2015년 12월 8일. 2015년 12월 8일에 확인함.
66. ↑  “키네마 준보 베스트 텐 발표! 방화는 「연인」, 양화는 「매드 맥스」가 1위”. 《시네마투데이》 (주식회사 시네마투데이). 2016년 1월 7일. 2016년 1월 7일에 확인함.
67. ↑  “일본 아카데미상 : 「바닷마을diary」가 최다 12개 부문에서 후보 “4자매”도 모두 선출”. 《MANTANWEB》 (마이니치 신문 디지털). 2016년 1월 18일. 2016년 1월 18일에 확인함.
68. ↑  “제20회 (2015년) 일본 인터넷 영화 대상 결과”. 일본 인터넷 영화 대상 운영위원회. 2016년 2월 6일. 2016년 10월 7일에 원본 문서에서 보존된 문서. 2016년 10월 11일에 확인함.
69. ↑  “히로세 스즈, 타케시의 충고에 감사 「더 노력하고 열심히」”. ORICON STYLE. 2016년 2월 29일. 2016년 5월 17일에 확인함.
70. ↑  “도쿄 국제 영화제 “ARIGATO 상” 신설, 수상자 키키 키린, 히로세 스즈, 호소다 마모루가”. 영화 나탈리. 2015년 10월 15일. 2015년 10월 15일에 확인함.
71. ↑  “히로세 스즈, 요시다 요, BABYMETAL가「VOGUE Women of the Year」 수상!”. 《시네마 카페》 (주식회사 이도). 2015년 11월 26일. 2015년 11월 26일에 확인함.
72. ↑  “Yahoo! 검색 대상 : “올해의 얼굴”에 삼대째 JSB 대상 수상에 「모두에게 감사」”. MANTAN WEB. 2015년 12월 9일. 2016년 3월 6일에 원본 문서에서 보존된 문서. 2015년 12월 9일에 확인함.
73. 1 2  “일본 아카데미상 우수상 발표 「분노」가 최다 수상”. 《ORICON NEWS》 (oricon ME). 2017년 1월 16일. 2017년 1월 16일에 확인함.
74. ↑  “비토 타케시가 선택 도쿄 스포츠 영화 대상, 조연상의 아야노 고 & 스다 마사키가 「언젠가 W 주연을」”. 영화 나탈리. 2017년 2월 27일. 2017년 2월 27일에 확인함.
75. ↑  “여우조연상 히로세 스즈 3년 연속 수상에「고무적」”. 도쿄 스포츠 신문. 2018년 2월 26일. 2018년 2월 26일에 원본 문서에서 보존된 문서. 2018년 2월 26일에 확인함.
76. ↑  “속보! 제41회 일본 아카데미상 최우수 수상 작품·수상자 결정”. 《일본 아카데미상 공식 사이트》. 2018년 3월 2일. 2018년 3월 2일에 확인함.
77. ↑  “하시다상 신인상 히로세 스즈 & 타나카 케이! 마츠시게 유타카, 오카다 준이치, 하시즈메 이사오 수상”. 영화 나탈리. 2020년 3월 29일. 2020년 3월 29일에 확인함.
78. ↑  제44회 일본 아카데미상 우수상 결정! 일본 아카데미상 공식 사이트, 2021년 2월 13일에 확인.
79. ↑  “닛칸 스포츠 드라마 그랑프리 : 닛칸 스포츠”. 《nikkansports.com》. 2021년 7월 5일에 확인함.